# 堀田奈津水
堀田 奈津水（ほった なつみ、1984年〈昭和59年〉10月22日 - ）は、広島県生まれのタレント、気象キャスター、モデル。身長172cm。愛称、なっちゃん。

## 略歴
- 2006年 : ひろしまフラワーフェスティバルフラワークイーン。
- 2008年9月1日 - 12月31日 : 第10期ウェザーニューズお天気キャスターとして「おは天」中国四国地区担当のお天気キャスターを務める[2]。
- 2009年4月27日 - : SOLiVE24でお天気キャスターを務める。
- 2014年3月18日 : 番組中に3月末をもち卒業することを発表した。
- 2014年3月31日 : SOLIVE24キャスターを卒業した。
- 2014年4月7日：「ひろしま満点ママ!!」（テレビ新広島）の月曜日リポーターを担当。
- 2018年3月1日：前年末に入籍していたことを発表[3][リンク切れ]。

## 人物
- 広島東洋カープのファン。
- 声が高く・アニメ声なのが特徴。
- おは天同期の山岸愛梨と、2012年9月23日で卒業したSOLiVEキャスター後輩の小野英美、また2011年6月いっぱいで卒業した元SOLiVEキャスターの有川雅子とは仲がよく、自身のブログで写真を掲載することがある。

## 出演番組

### 現在
- ネッツトヨタ広島 Presents たからモノさがして（広島テレビ）木曜 18時55分 - 19時

### 過去
- SOLiVE サンシャイン（2009年12月15日 - 週3回）
- SOLiVE コーヒータイム（2010年4月 - 2011年2月16日、2013年1月下旬 - 週2回）[注釈 1]
- おは天（2008年9月1日 - 12月31日、ウェザーニューズ）※中国四国地区担当
- 天気のチカラ（2008年11月8日）
- ソラマド オールナイト2部（2009年4月27日-10月2日、SOLiVE24）
- サタデー ソラマド サンシャイン（2009年9月5日-10月3日、SOLiVE24） BSデジタル910chでもサイマル放送
- ソラマド トワイライト（2009年10月5日 - 2010年4月4日）
- SOLiVE トワイライト（2011年11月5日 - 2011年12月 ※週2回）
- ひろしま満点ママ!!（2014年4月7日 - 終了、テレビ新広島） - 月曜リポーター